# Bonate Sopra
Bonate Sopra é uma comuna italiana da região da Lombardia, província de Bérgamo, com cerca de 6.246 habitantes. Estende-se por uma área de 5 km², tendo uma densidade populacional de 1249 hab/km². Faz fronteira com Bonate Sotto, Chignolo d'Isola, Curno, Mapello, Ponte San Pietro, Presezzo, Terno d'Isola, Treviolo.

## Demografia
| Variação demográfica do município entre 1861 e 2011                               |
|                                                                                   |
| Fonte: Istituto Nazionale di Statistica (ISTAT) - Elaboração gráfica da Wikipedia |